# Balzi Rossi

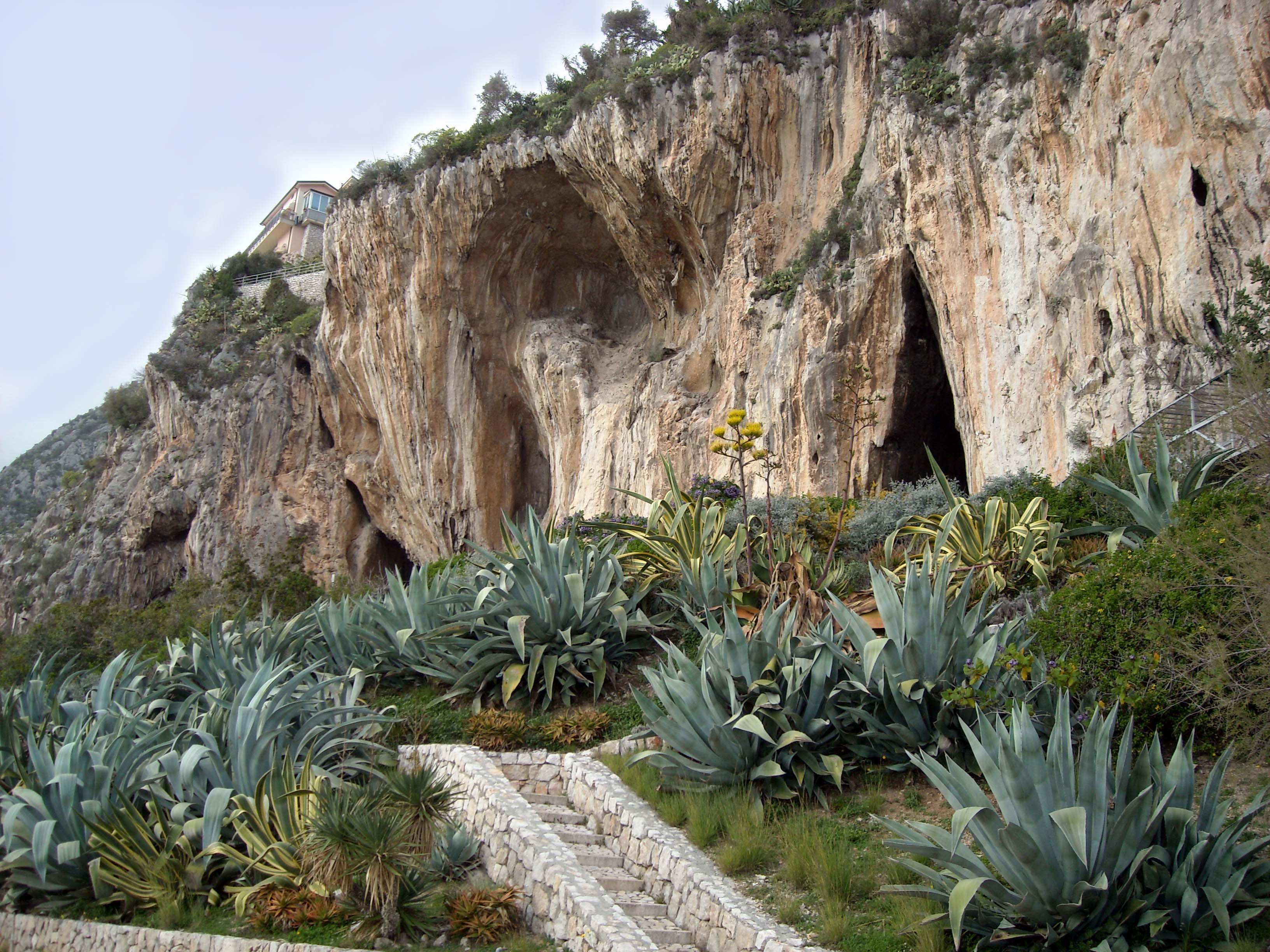
Die Höhlen der Balzi Rossi

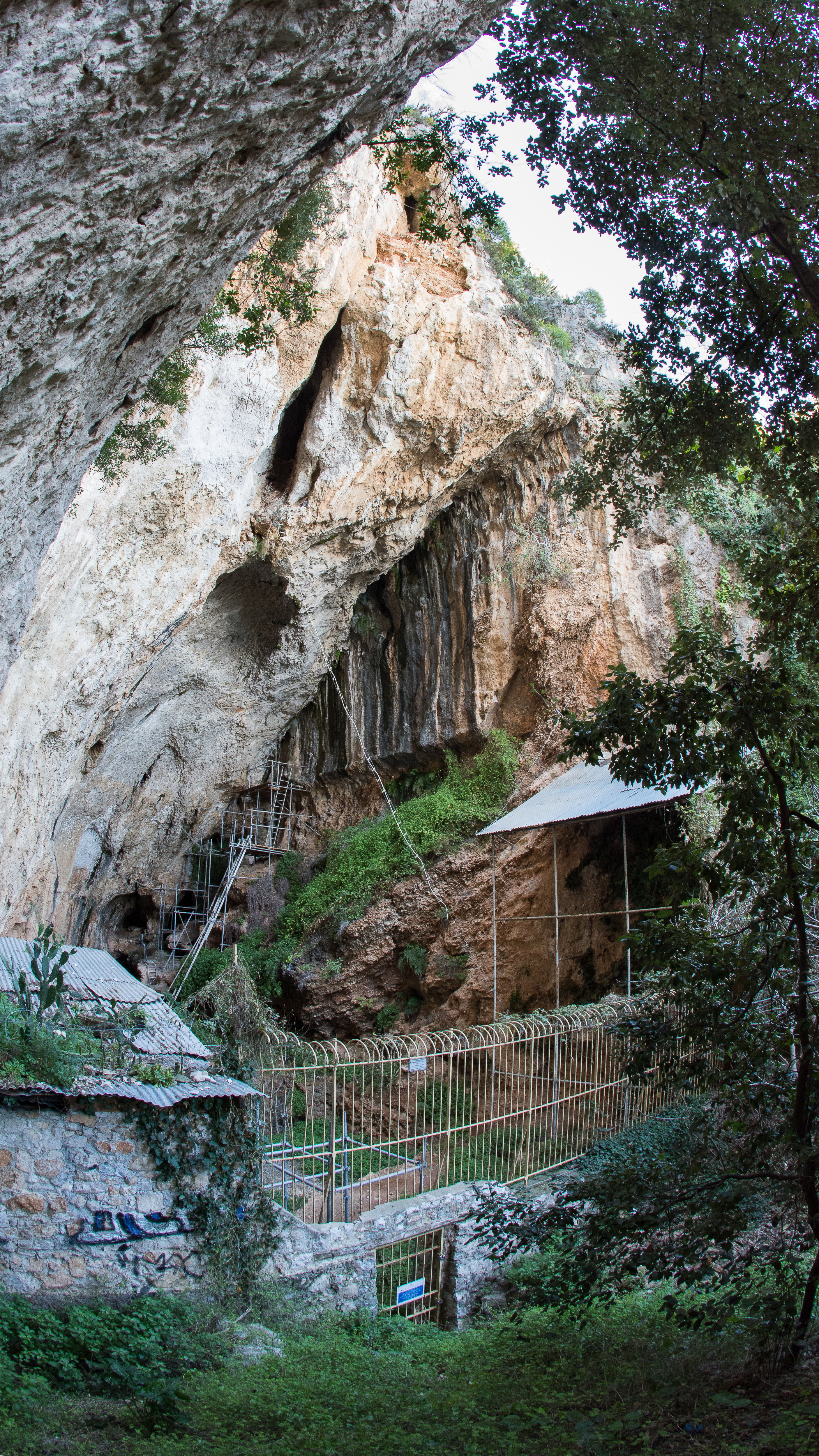
Grotta del Principe

Die Balzi Rossi (ligurisch Baussi rossi, frz. Baoussé-Roussé, dt. „Rote Felsen“) sind an der Mittelmeerküste gelegene dolomitische Kalkfelsen bei Grimaldi di Ventimiglia in Ligurien in Italien, nahe der französischen Grenze. Die Felsen enthalten insgesamt 10 Höhlen („Grimaldi-Höhlen“) und Halbhöhlen (Riparo), die seit dem Mittelpaläolithikum als Wohnhöhlen bzw. Unterstand gedient haben; von Westen nach Osten sind dies: Grotta del Conte Costantini, Grotta dei Fanciulli (frz. Grotte des Enfants), Grotta di Florestano, Riparo Lorenzi, Riparo Mochi, Grotticella Blanc-Cardini, Grotta del Caviglione, Riparo Bombrini, Barma Grande, Barma da Baousso da Torre (nach 1873 durch kommerziellen Steinabbau abgetragen) und Grotta del Principe.
Unter Leitung des Hobby-Archäologen Fürst Albert I. von Monaco fand man dort in der nach ihm benannten Grotta del Principe bereits gegen Ende des 19. Jahrhunderts in den unteren Schichten den etwa 200.000 Jahre alten Hüftknochen eines menschlichen Individuums, das nach heutiger Klassifikation zum späten Homo heidelbergensis bzw. frühen Neandertaler gestellt werden kann.
In der Barma Grande wurden zwischen 1884 und 1894 bei unsystematischen Ausgrabungen sechs Skelette aus dem Jungpaläolithikum gefunden. Diese wurden mit der Radiokarbonmethode ins Gravettien datiert. Hinzu kommen die Venusfigurinen von Balzi Rossi, die stilistisch sehr wahrscheinlich ebenfalls aus dem Gravettien stammen.
Die Grotta dei Fanciulli wurde erstmals in den 1870er-Jahren von Émile Rivière und danach Anfang des 20. Jahrhunderts von Fürst Albert I. erforscht. Entdeckt wurden Grablegungen aus zwei Epochen: zwei Kinderskeletten und dem Skelett einer Frau wurden ein Alter von 11.130 ± 100 Jahren (BP) zugeschrieben; zwei männliche und ein weibliches Skelett stammen aus dem Gravettien und sind rund 24.000 Jahre alt, ihre Körper wurden mit Ocker sowie mit Schalen von Meerestieren geschmückt.
Viele der Fundstücke sind vor Ort im Museo Preistorico dei Balzi Rossi zu sehen.

## Belege
1. ↑  Fr. Abbo: L'homme de la Barma-Grande - Étude des collections anthropologiques & archéologiques, Paris, 1908, S. 5.
2. ↑  Antonio Tagliacozzo, Francesca Zeppieri, Ivana Fiore, Enza Spinapolice, Angiolo Del Lucchese. Quaternary International, Archaeozoological evidence of subsistence strategies during the Gravettian at Riparo Mochi (Balzi Rossi, Ventimiglia, Imperia - Italy), Band 252, 2012, S. 142–154, doi:10.1016/j.quaint.2011.03.059.
3. ↑  Michael S. Bisson, Nadine Tisnerat, Randall White: Radiocarbon Dates From the Upper Paleolithic of the Barma Grande. In: Current Anthropology. Band 37, Nr. 1, 1996, S. 156–162, doi:10.1086/204483.
4. ↑  Eintrag Grotte des Enfants in Bernard Wood (Hrsg.): Wiley-Blackwell Encyclopedia of Human Evolution. 2 Bände. Wiley-Blackwell, Chichester u. a. 2011, ISBN 978-1-4051-5510-6.

Koordinaten: 43° 47′ 0″ N, 7° 32′ 8″ O